# 春夜
『春夜』（しゅんや）は、北宋の詩人・蘇軾（蘇東坡）が詠んだ七言絶句。起句の「春宵一刻直千金」は名句として有名で、成語「一刻千金」の元にもなっている。

## 本文
| 春夜           | 春夜                                                      | 春夜                                                                 |
| -------------- | --------------------------------------------------------- | -------------------------------------------------------------------- |
| 春宵一刻直千金 | 春宵一刻 直千金 しゅんしょういっこく あたいせんきん       | 春のよいのひとときは、千金の価値がある。                             |
| 花有清香月有陰 | 花に清香有り 月に陰有り はなにせいこうあり つきにかげあり | 花はすがすがしい香りにつつまれ、月はおぼろにかげって光もやわらか。   |
| 歌管楼台声細細 | 歌管 楼台 声 細細 かかん ろうだい こえ さいさい           | にぎやかな歌や管弦の音が響いていた高殿も、すっかり騒ぎがしずまって、 |
| 鞦韆院落夜沈沈 | 鞦韆 院落 夜 沈沈 しゅうせん いんらく よる ちんちん       | ぶらんこのある中庭に、夜が静かにふけてゆく。                         |

## 解釈
春の花見や月見にかこつけた宴の華やぎよりは、むしろ宴が果てた月夜の庭の閑雅に風情を見出す風流人の心持ちを詠んでいる。
春の夜はほんの僅かな時間でも千金の価値があるという起句は、時間という無形なものを金銭という即物的な価値に置き換える機知が妙味となっている。
起句
- 「宵」 - 日本語では宵の口を指すが、ここは夜更け[2]、人がまだ活動している時間帯の夜[11]、を意味する。日没から夜半までは「夕・暮・昏・宵・夜」の順で呼ばれた[11]。
- 「一刻」 - 一刻は文字通りには一昼夜の 1/100 つまり約15分間に相当する[9]。また漏刻（水時計）の水受けの壺に立てた矢に刻まれた目盛りの一刻みも意味する[12]。ここは「わずかな時間」と解してよい[9][13]。
- 「直」 - 「値」と同じで、値打ちのこと[4]。
- 「千金」 - 一金は重さ一斤（257グラム[11]）の黄金を指し[13]、千金で比喩的に非常に価値があるという意味を持たせている[2]。初唐の類書『芸文類聚』に「一笑千金」という語が見えるが、ここはむしろ杜甫の『春望』にある「家書抵萬金」からの影響が窺える[14]。

承句
- 「清香」 - 清らかで淡い香り[3]。一般に梅の香りを指す[1][6]。
- 「月有陰」 - 朧月のように霞がかかった月と解されるが[3]、「清らかな月の光がさす」[10]、あるいは庭の草木の黒々と陰になっている部分とも解される[6]。

転句
- 「歌管」 - 宴遊の余興として妓女や楽師が演奏した歌や音楽[3]。「管」は竹製の管楽器（笛）を指し、「歌管」でひろく音楽の意味も指す[2]。
- 「楼台」 - 見晴らしの良い二・三階建ての高殿で[2]「楼閣」と同じ[3]。「鞦韆」と共に、奥御殿の雰囲気をうかがわせる[10]。
- 「細細」 - 音がか細くなる様子[4]。ここを「寂寂」（ひっそりしている様子）とするテキストもある[9]。

結句
- 「鞦韆」 - ブランコのことで、「秋千」とも書く[9]。寒食節や清明節の時に限って[9][15]高さ約30メートルの横枝から紫や緑の糸綱で吊るして設けられ[9]、若い女性が乗って遊ぶためのものだった[9]。ブランコはもとは鮮卑系の山戎の習俗で[15]、六朝時代には南の荊楚地方でも行なわれ[9]、唐の天宝年間には玄宗が寒食節の折、宮女たちに鞦韆を遊ばせ「半仙の戯れ」と称した[15]。春の季語として、唐詩でしばしば寒食節の景物になる[15]。
- 「院落」 - 広い邸宅の中庭[2]。
- 「沈沈」 - 夜が静かに更けてゆく様子[4]。ここを「深深」とするテキストもある[4]。

まず起句で春の夜の麗しさを詠み、承句は句中対によって「値千金」の舞台装置を説明している。転句で歓楽の後の静寂を示し、結句では中庭にひっそり垂れ今は遊ぶものも居なくなったブランコに更けゆく夜の静けさを象徴させている。転句と結句は対句仕立てで、中国語の孤立語の性格を生かして名詞を並べただけの構成がむしろ余情を生んでいる。

## 制作
制作年は不詳だが、蘇軾の後半生は相次ぐ左遷で地方を転々することが多かったことからして、おそらく若い頃に開封の都の宮中で宿直をしていた時、あるいは30代後半に杭州で副知事を務めていた時に詠んだ作品と思われる。
『春夜』は蘇軾の詩集に収められていないため、他人の作とする説もある。

## 評価
この詩の訓読は、承句を除きどれも頭から順に読み下すため、それによる独特なリズムが日本でこの詩が愛唱される一つの要因ともなっている。

## 影響
起句は古くから人々に愛唱されてきた。現在でも『春夜』は日本で折に触れて口ずさまれ、引用されることも多い。日本の文学にも大きな影響を与えており、『春夜』を踏まえた作品として次のようなものが挙げられる。
- 「夏の月 蚊を疵（きず）にして 五百両」（宝井其角）[9]
- 「一刻を千金づつにしめあげて 六万両の春の曙」（蜀山人）[13]
- 「ひっそりとぶらんこが 花の木陰です／鬱金（うこん）ざくらの匂ふ夜ふけです」（安西冬衛）[16]

謡曲『田村』では「春宵一刻直千金、花に清香月にかげ」と歌われたり、与謝蕪村は「春の夜や 宵あけぼのの 其（その）中に」の前書きに「もろこし（中国）の詩客は千金の宵ををしみ、我朝の歌人はむらさきの曙を賞す」と記して『枕草子』の「春はあけぼの」と共にこの『春夜』を挙げている。
「春宵一刻値千金」は、日本では歌舞伎の石川五右衛門の台詞で知られている。
「絶景かな、絶景かな。春の宵は値千両とは、小せえ、小せえ。この五右衛門の目からは、値万両、万々両」（『金門五山桐』(きんもんごさんのきり)「山門」の場）
京都の古刹・南禅寺山門を眺めて五右衛門が見栄を切る。
滝廉太郎の「花」でも「春宵一刻値千金」の文句が効果的に取り入れられている。
「錦おりなす長堤に
くるればのぼるおぼろ月
げに一刻も千金の
ながめを何にたとふべき
「春宵一刻直千金」「花有清香月有陰」の二句は禅語として晩春の茶席によく掛けられる。